# 巡業
巡業（じゅんぎょう）とは、 各地を興行してまわること。巡った先々の土地で興行すること。芸能の世界では「営業」、「どさ回り」といった表現も用いられる。

## 大相撲における巡業
大相撲において巡業とは、本場所のない時期に力士一行が本場所が行われていない地方へ出向き、1日限りの相撲披露を行うことをいう。日本相撲協会は、定款第4条において巡業を本場所と並ぶ筆頭事業として位置付けている。協会内には「巡業部」が設けられ、巡業部長は協会理事をもって充てる。巡業部所属の年寄は勧進元との折衝や会場・宿舎・交通手段の手配、現地に先乗りしての準備等様々な職務をこなす。幕内力士は特段の事情がない限り参加が義務となっている。怪我などでの休場により幕内の参加者に欠員ができた場合は十両から補充する。幕下以下の力士については一部の力士しか参加せず、具体的には、関取の付け人を務める力士、ご当所力士、初切や相撲甚句などの芸ができる力士などは参加するが、これらに該当しない力士や、未成年の幕下以下の力士は参加しない。
現行制度下では年4回、春（3月場所後。主に中部~近畿地方）、夏（7月場所後。主に北海道～東北地方）、秋（9月場所後。主に関東~中部地方）、冬（11月場所後。主に九州・沖縄地方）に行われている。
巡業の最大の目的は、相撲の普及に尽きる。全国を回り、本場所を観戦できない地方のファンに大相撲の魅力を伝えることは、公益法人として協会の重要な責務である。

### 一日の流れ
開催地によって異なるが、一行は前日夜に開催地に乗り込む。呼出など一部のメンバーは前日の朝から会場に先乗りして土俵作りを行い、夕方には土俵が完成して土俵祭を行うのが通例。当日は午前が稽古、午後が取組を行い、その合間に様々な出し物（髪結い実演、初っ切り、太鼓打ち分け、相撲甚句等）を行う。
稽古の充実は巡業の大きな狙いであり、午前中の大半の時間が充てられる。巡業の稽古では所属部屋では経験できない様々なタイプの力士と手合わせできる。特に若手力士にとっては、上位力士に対してどこまで己の力が通用するのかアピールできる重要な場である。また横綱など上位力士が有望力士を稽古相手に指名し、かわいがる場でもある。多くの力士が一堂に会するため、稽古方式は申し合いが主流である。やる気があれば何番でも土俵を独占できる一方、顔見せに徹し一度も相撲を取らずに終えることも可能であり、稽古の質・量は各力士の判断に委ねられる。過去には稽古熱心な力士に親方が報奨金を出す制度があった。
会場内では稽古時間が限られるため、会場外で即席の土俵を作って稽古する「山稽古」もかつては多くみられた。1995年の巡業改革に伴い大規模な体育館を会場として使用することが定着すると、会場使用の制約等から山稽古は少なくなったが、地方の会場で条件さえ揃えば近年でも行われている。
取組は、本場所とは異なり、結果が番付の昇降に関与しないため、取組編成は柔軟に行われる。同部屋同士の対戦や、人気力士・ご当所力士が横綱・大関と対戦する等、勧進元やファンの要望等に応えることもある。取組の前には、本場所と同様、土俵入り、横綱土俵入りが行われる。会場によっては「優勝者」を決定して表彰することもある。

### 巡業の歴史
地方巡業の歴史は古く、文禄5年（1596年）発行の「義残後覚」には、同年に関西の職業相撲の団体約10名が九州・筑後国へ巡業に出かけたと記録している。
江戸時代中期に入ると、現在の大相撲の源流とされる勧進相撲の団体が本場所とは別に興行としての相撲を行うようになり、現在の巡業のような形で各地に出かけて行って興行を打ち、生活の糧としていた。現在でも巡業の主催者を勧進元というのは、これに由来している。
年間の場所数が少なかった時代は、長期の巡業を行うこともあり、この巡業での収入が、協会や各部屋にとっても大きな位置を占めていたので、明治から大正・昭和初期にかけての力士の待遇改善の要求（春秋園事件など）には、巡業収入の配分の明朗化がスローガンとして掲げられることが多かった。終戦直後には食料を求めて全国を渡り歩いたとされる。
江戸時代から1957年（昭和32年）までは、各部屋や一門別に巡業を行い、巡業用の一門別巡業番付が作成されることも多かった。この巡業番付は、横綱、大関など上位力士がいない場合、その中の一番上位の力士を大関に据えるようにして本場所での絶対的な地位に関係なく番付編成を行った。そのため巡業番付で大関だったとしても本場所での大関とは限らない。例えば1939年（昭和14年）5月の出羽海一門による巡業の際の巡業番付では鏡岩と出羽湊が大関として掲載されていたが、鏡岩は本場所でも大関だったのに対し、出羽湊は本場所で大関だったわけではない。その後、協会が巡業を一括管理して行うようになり、一門の別を超えて合同で巡業を行うようになった。開催数の多い時代には、力士を2班に分けて同日に別々の場所で巡業を行うこともあった。
地方巡業は、各地の興行の希望者（「勧進元」）が協会に巡業開催の契約金を支払い、興行権を譲り受ける形で長年行われてきた（売り興行）。1995年（平成7年）、当時の境川理事長の下で「巡業改革」が行われ、勧進元主催から協会の自主興行（買い興行）に変更された。ところが地方巡業は改革前の1992年（平成4年）の年間94日間をピークに減少を続け、ついに2005年（平成17年）には1958年以降最少の15日間までに落ち込んだ。そのため、北の湖理事長の下で再び勧進元形態に戻すことになった。2006年（平成18年）に再開された海外巡業についても、地方巡業の増加対策と並ぶ巡業改革の一環となっている。
地方巡業における各地の相撲ファンとの接触は、相撲の全国の普及に力を発揮している。かつては横綱初代若乃花や大鵬のように巡業で現地の有望な青年を入門させ、そのまま巡業に帯同させて、帰京後に新弟子検査を受けさせ、初土俵を踏ませたケースも多くあり、夏休み終了後の9月場所の初土俵力士にはそういうケースが目立っていた。
2011年（平成23年）の巡業は、大相撲八百長問題を受けてすべて中止された。新型コロナウイルスの感染拡大によって、2020年（令和2年）、2021年（令和3年）は巡業がすべて中止となり、2022年（令和4年）の夏巡業で3年ぶりに復活した。

## その他の巡業
プロレスでは、日本のプロレス興行を事実上創設した力道山が大相撲出身だったこともあり、力道山をトップに据えた日本プロレスでは地方を周り興行を行う巡業スタイルが踏襲され、以後多くの団体がそれを真似ている（プロレス#巡業も参照）。
歌舞伎でも、地方での興行（特に全国公立文化施設協会の主催するもの）に対し「巡業」の言葉が使われることがある。